# Mustapha Charfi
Pour les articles homonymes, voir Famille Charfi.
Mustapha Charfi (arabe : مصطفى الشرفي), né le 13 juin 1934 à Tunis et décédé le 4 novembre 2007, est un chanteur tunisien.

## Biographie
À la mort de son père, lorsqu'il a treize ans, il arrête ses études secondaires pour entrer dans la vie active, dans une menuiserie, afin de subvenir aux besoins de sa famille.
Il commence rapidement à attirer l'attention avec des prestations de chanteur dans les salles des fêtes à l'occasion de mariages. Il interprète notamment Machgoul alik machgoul de Karem Mahmoud (en), Ya hassidine ennas de Mohamed Abdelmottaleb, Ala ad echoua d'Abdel Halim Hafez et d'autres musiques d'Abdel Aziz Mahmoud ou Mohamed Kandil.
Il entre à la radio en 1958 et rejoint un groupe formé par Mohamed Sassi, Naâma, Oulaya, Chedly Anouar, Ahmed Hamza, Mohamed Ferchichi, Ezzeddine Idir et Mohamed Ahmed entre autres.
Il a été décoré par le président de la République des insignes de l'Ordre du Mérite culturel.
Il est souvent comparé au chanteur égyptien Karem Mahmoud.